# صومعه کوبایر
صومعه کوبایر (ارمنی: Քոբայրի վանք; (به گرجی: ქობაირი); انگلیسی: Kobayr monastery) یک کلیسا حواری ارمنی واقع در نزدیکی تومانیان، در استان لوری، ارمنستان می‌باشد. ساخت و ساز این ساختمان سال ۱۱۷۱ میلادی؛ به پایان رسید. این بنا به سبک معماری ارمنی طراحی شده‌است.

## نگارخانه

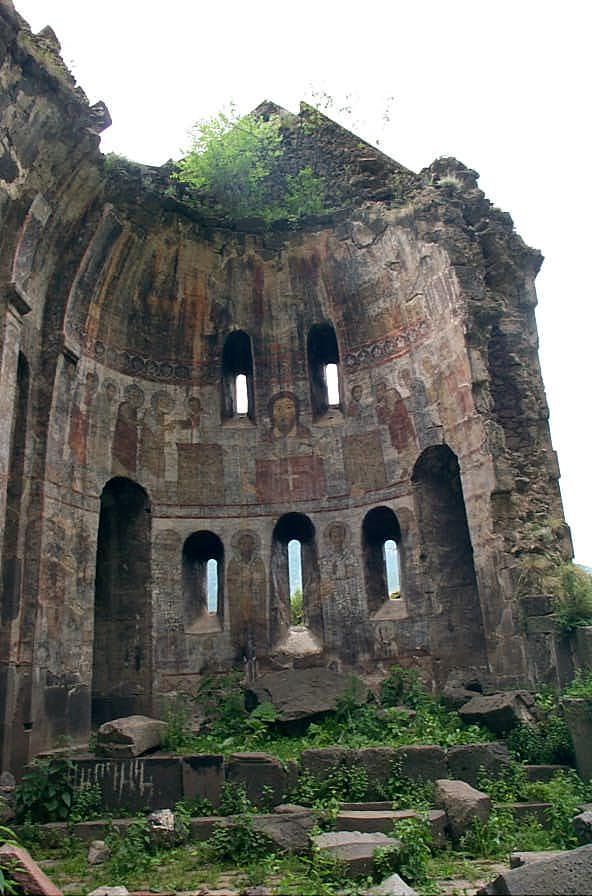
Church frescoes before reconstruction.
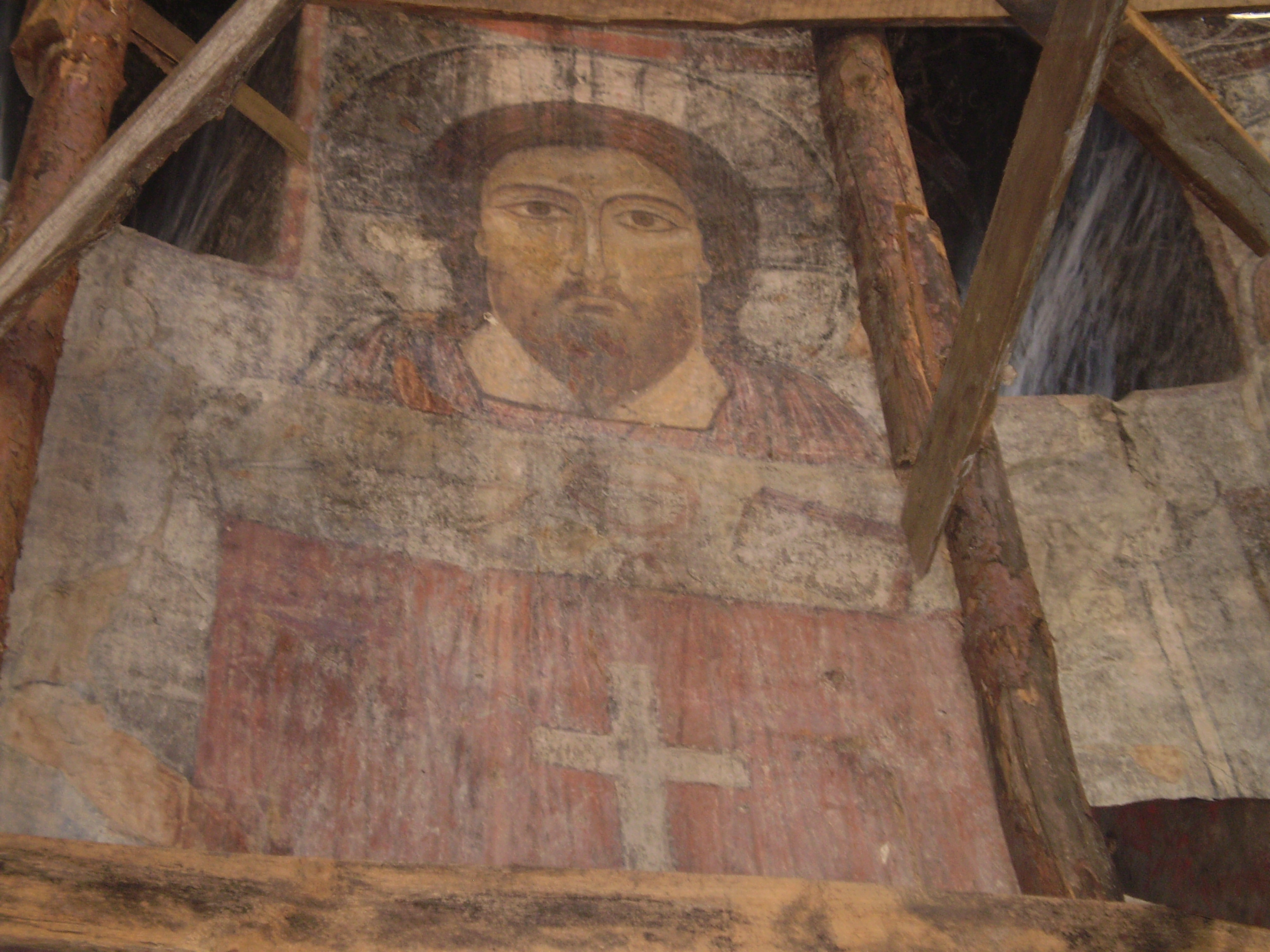
عیسی depicted in فرسکو
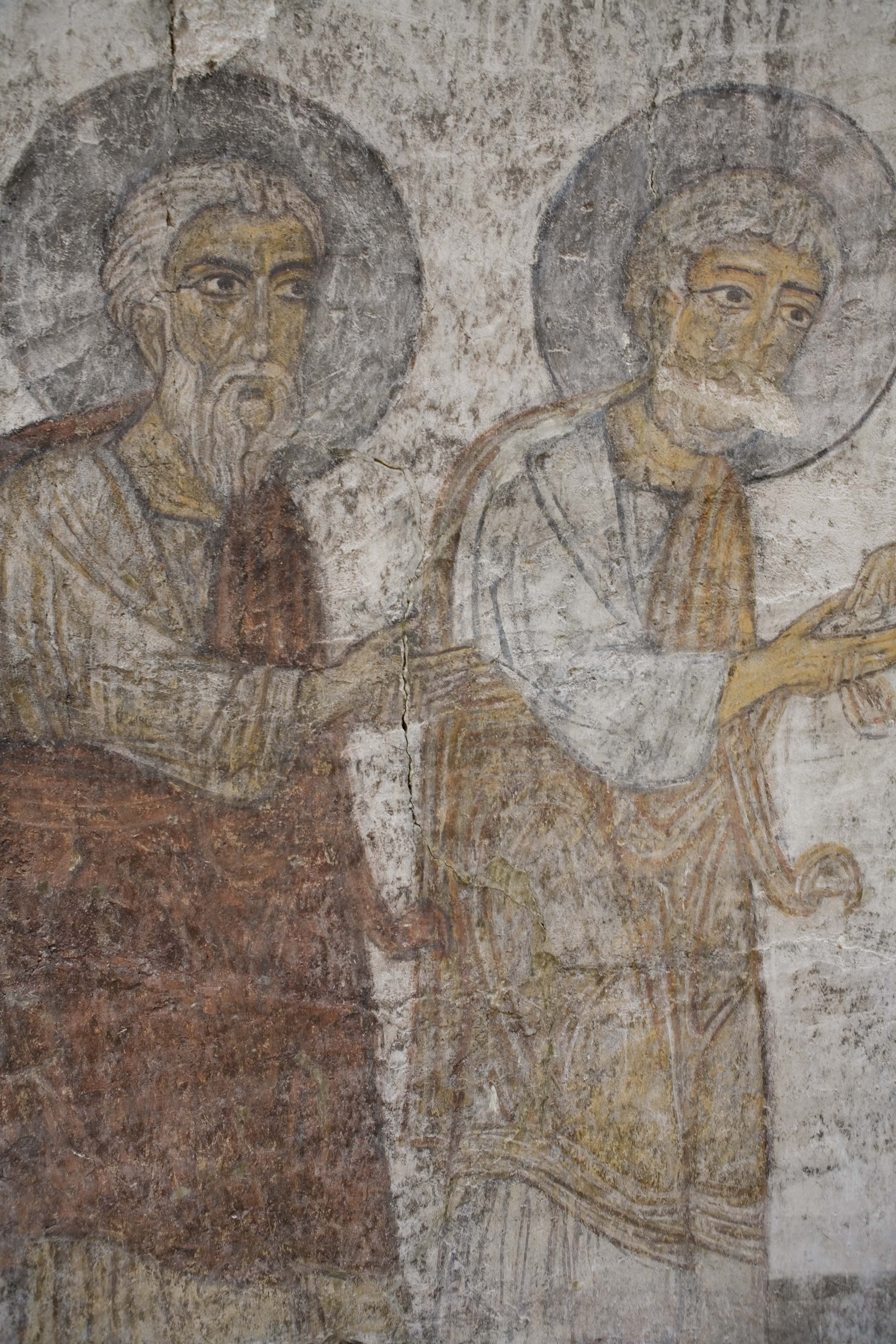
Frescoes of saints.
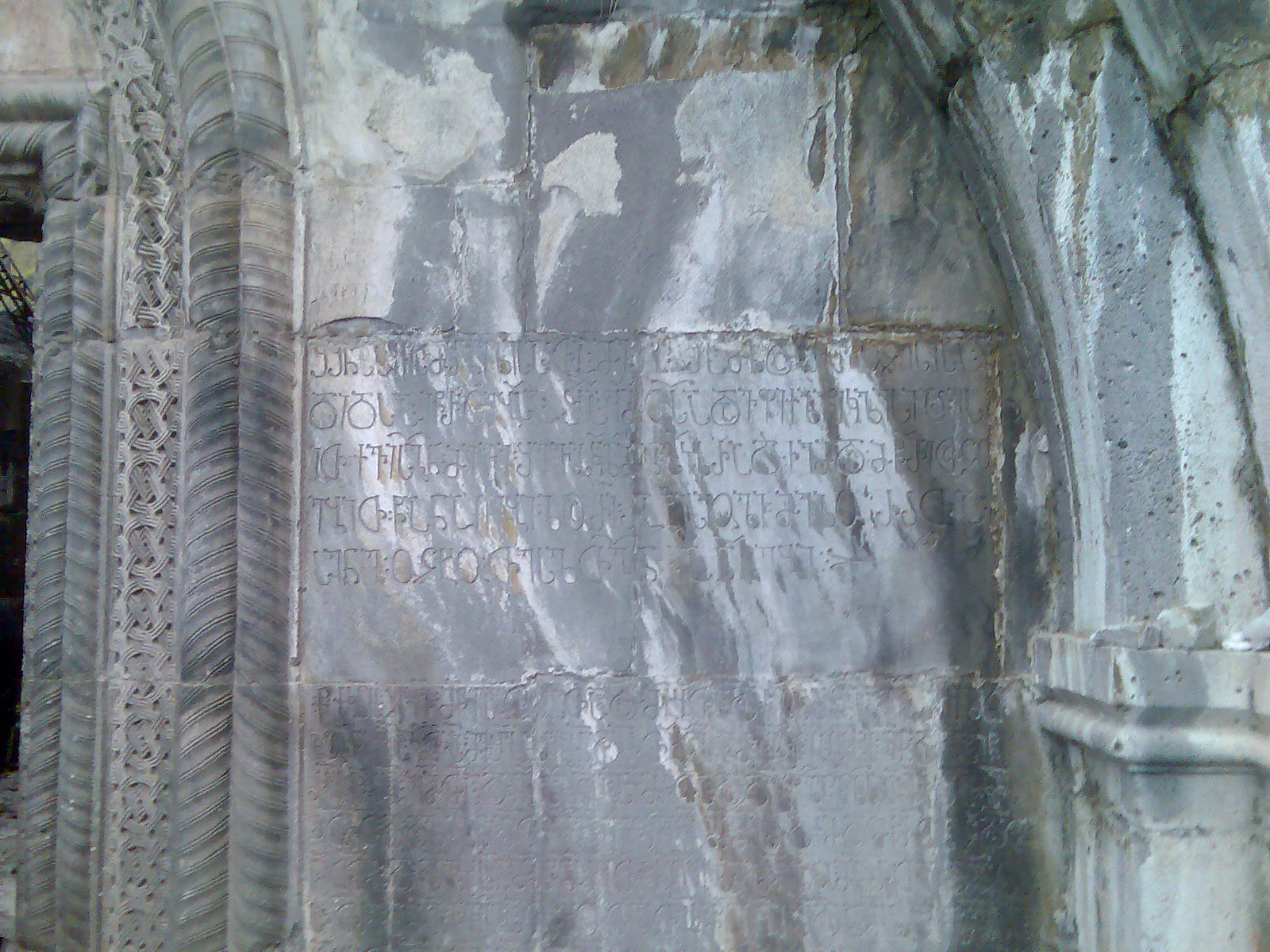
Georgian inscriptions
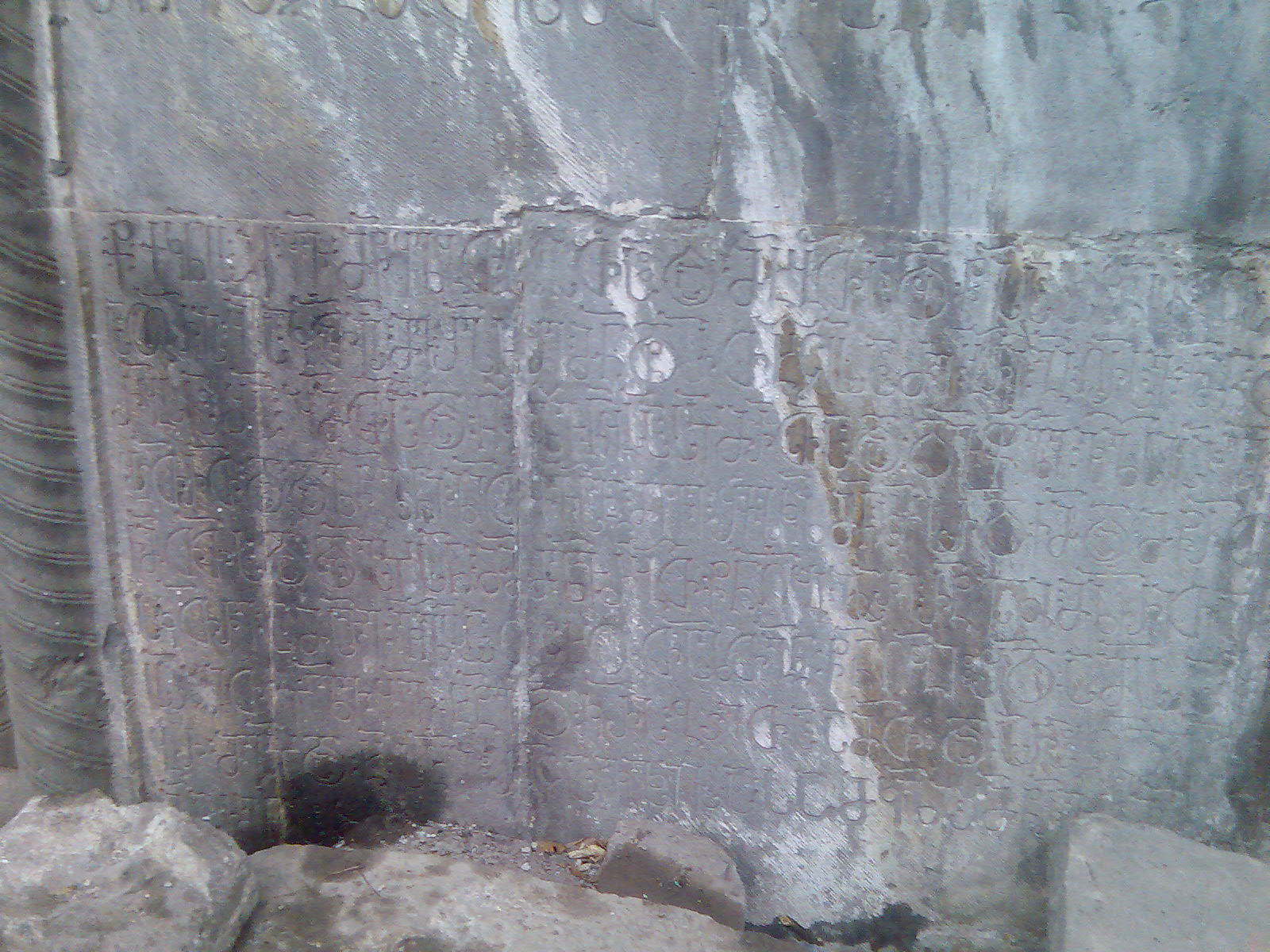
Georgian inscriptions